# Delphyre roseiceps
Delphyre roseiceps là một loài bướm đêm thuộc phân họ Arctiinae, họ Erebidae.